# Мария Кристина Бурбон-Двете Сицилии
Вижте пояснителната страница за други личности с името Мария Кристина.
Мария Кристина Фердинанда де Бурбон (на италиански: Maria Cristina Ferdinanda di Borbone; * 27 април 1806, Палермо, Сицилианско кралство; † 22 август 1878, Хавър, Кралство Франция) е принцеса на Двете Сицилии и кралица на Испания (1829 – 1840), четвърта съпруга на крал Фернандо VII Испански. От 1833 до 1840 г. управлява Испания като регентка на дъщеря си Исабела II.

## Произход и брак
Родена е в Палермо като принцеса на Неапол и Сицилия. Дъщеря е на Франческо I, крал на Двете Сицилии, и принцеса Мария Исабела Бурбон-Испанска. След като през 1816 г. двете кралства на Неапол и Сицилия се обединяват в Кралство на двете Сицилии, Франческо I променя аристократичната титла на дъщеря си на принцеса на Двете Сицилии.

## Испанска кралица (1829 – 1840)

### Брак с Фернандо VII
На 11 декември 1829 г. в Мадрид Мария Кристина се омъжва за испанския крал Фернандо VII, неин вуйчо. Тя е четвъртата съпруга на Фернандо VII, чиято първа съпруга, принцеса Антония Бурбон-Неаполитанска, е нейна леля. Мария Кристина ражда на Фернандо VII две дъщери.

### Регентка на Исабела II
Когато крал Фернандо VII умира на 29 септември 1833 г. Мария Кристина започва да управлява като регент от името на малолетната си дъщеря Исабела. Правото на Исабела върху испанския престол е оспорено от чичо ѝ инфант Дон Карлос, граф де Молина, който заявява, че брат му незаконно е изменил реда на унаследяване на испанския престол, за да осигури короната на дъщеря си. Някои от поддръжниците на Дон Карлос стигат дори до твърдението, че Фернандо е завещал престола на Дон Карлос, но Мария-Кристина е фалшифицирала завещанието му, като собственоръчно е подписала покойния си съпруг под декрет, признаващ Исабела за наследница на престола.
Дон Карлос решава да употреби сила, за да отстрани Мария Кристина и дъщеря ѝ от престола, което довежда до т.нар. Карлистка война. Въпреки че Дон Карлос се ползва с подкрепата на Католическата църква и консервативните кръгове в Испания, Мария-Кристина успява да запази короната за дъщеря си, тъй като се ползва с подкрепата на армията и либералната аристокрация.

#### Втори брак и детронация
Малко след смъртта на Фернандо VII Мария Кристина се омъжва тайно за бившия сержант от кралската гвардия Августин Муньоз, който получил титлата на херцог на Риансарес. Докато се опитва да запази брака си в тайна, Мария Кристина му ражда четирима сина и три дъщери.
Бракът на Мария Кристина с офицера с нисък ранг обаче излиза наяве, което я прави изключително непопулярна. Кралицата-регент бързо губи подкрепата на армията и либералните кръгове. Армията и либералите от Кортесите предприемат стъпки за отстраняването ѝ от регентския пост. През 1840 г. генерал Балдомеро Еспартеро отстранява Мария Кристина и заема поста на регент.

## Следващи години (1840 – 1878)
След отстраняването ѝ Мария Кристина е принудена да напусне Испания. След неуспешен опит да си върне властта тя окончателно е прогонена през 1844 г. и се установява във Франция, където живее в изгнание до края на живота си.
През септември 1868 г., след Славната революция в Испания, кралица Исабела II е прогонена при майка си и през 1870 г. официално се отказва от престола в полза на сина си Алфонсо XII. Поддръжниците на Алфонсо XII са категорични, че нито майка му, нито баба му ще играят някаква роля в управлението на страната. Поради това по времето на Алфонсо XII на Изабела и Мария Кристина им е разрешено периодично да посещават Испания, но не и да се завръщат за постоянно в нея.
Мария Кристина умира на 22 август 1878 г. в Хавър, Франция. Като съпруга на испански крал и майка на една испанска кралица Мария Кристина е погребана в кралската крипта на манастира Ескориал край Мадрид.

## Деца
От Фернандо VII има децата:
- Исабела II (1830 – 1904)
- Мария Луиза Испанска (1832 – 1897)

От Августин Муньоз има децата:
- Мария Ампаро Муньоз и Бурбон (* 17 ноември 1834, Мадрид; † 19 август 1864, Париж), графиня на Виста Алегре
- Мария де лос Милагрос (* 8 ноември 1835, † 9 юли 1903), маркиза на Кастилехо
- Августин Муньоз и Бурбон (* 15 март 1837, Мадрид; † 15 юли 1855, Рюей Малмезон), херцог на Тарансон, испански гранд
- Фернандо Муньоз и Бурбон (* 27 април 1838, † 7 декември 1910), херцог на Риансарес и на Тарансон
- Мария Кристина Муньоз и Бурбон (* 19 април 1840, † 20 декември 1921), маркиза на Исабела
- Хуан Муньоз и Бурбон (* 29 август 1844, † 2 април 1863), граф на Рекуердо
- Хосе Муньоз и Бурбон (* 21 декември 1846, † 17 декември 1863), граф на Гарсия